# Liste der Naturschutzgebiete im Landkreis Vechta
Im Landkreis Vechta gibt es zehn Naturschutzgebiete (Stand November 2019).
| Name des Gebietes                      | Bild           | Kennung | WDPA      | Landkreis / Stadt                                            | Beschreibung / Bemerkungen | Standort | Fläche in Hektar | Jahr der Verordnung |
| -------------------------------------- | -------------- | ------- | --------- | ------------------------------------------------------------ | -------------------------- | -------- | ---------------- | ------------------- |
| Bäken der Endeler und Holzhauser Heide | weitere Bilder | WE 189  | 162331    | Landkreis Cloppenburg, Landkreis Oldenburg, Landkreis Vechta |                            | Position | 510,13           | 1988                |
| Dammer Bergsee                         | weitere Bilder | WE 222  | 162698    | Landkreis Vechta                                             |                            | Position | 104,47           | 1995                |
| Dümmer                                 | weitere Bilder | HA 024  | 81558     | Landkreis Diepholz, Landkreis Osnabrück, Landkreis Vechta    |                            | Position | 621,32           | 1961                |
| Goldenstedter Moor                     | weitere Bilder | WE 180  | 163277    | Landkreis Vechta                                             |                            | Position | 640,72           | 1987                |
| Herrenholz                             | weitere Bilder | WE 085  | 163649    | Landkreis Vechta                                             |                            | Position | 32,79            | 1987                |
| Polder Lüsche                          | weitere Bilder | WE 162  | 165018    | Landkreis Vechta                                             |                            | Position | 39,31            | 1985                |
| Steinfelder Moor                       | weitere Bilder | WE 175  | 165719    | Landkreis Vechta                                             |                            | Position | 287,29           | 1986                |
| Südlohner Moor                         | weitere Bilder | WE 174  | 165788    | Landkreis Vechta                                             |                            | Position | 648,95           | 1986                |
| Westliche Dümmerniederung              | weitere Bilder | WE 262  | 378381    | Landkreis Diepholz, Landkreis Osnabrück, Landkreis Vechta    |                            | Position | 1431,95          | 2007                |
| Burgwald Dinklage                      | weitere Bilder | WE 291  | 555638591 | Landkreis Vechta                                             |                            | Position | 126              | 2017                |